# Slice Me Nice
Slice Me Nice (с англ. — «Хорошо нарежь меня») — дебютный сингл немецкого англоязычного диско-певца Fancy, выпущенный в 1984 году под лейблом Metronome Records. Одна из самых известных хитов Fancy. 
Композиция является синглом с дебютного альбома певца Get Your Kicks. 
Клип на песню имеет более 13 миллионов просмотров на платформе YouTube.
В 1991 году ремикс на композицию был опубликован на альбоме «Six: Deep In My Heart», а в 2003 на альбоме «Die Hits auf Deutsch» была представлена версия песни на немецком языке под названием «Feuer & Eis» («Огонь и лед»).

## История
В 1984 году певец Манфред Зегит после знакомства с Дитером Боленом решает исполнять песни в жанре итало-диско. Вместе со своим другом Тоддом Кеннеди, продюсером и автором песен, они приступили к работе. Использовав синтезатор, подаренный Манфреду музыкантом Джорджо Мородером, Тодд Кеннеди сочинил композицию под названием  Slice Me Nice. Продюсером сингла стал Энтони Моон. 
Песня вышла в 1985 году и принесла Манфреду Зегиту, который стал известен как Fancy, большую популярность.
Композиция стала заглавной песней дебютного альбома Fancy Get Your Kicks.

## Позиции в чартах
| Страна    | Позиция |
| --------- | ------- |
| Германия  | № 11    |
| Австрия   | № 2     |
| Швеция    | № 7     |
| Швейцария | № 9     |